# ستيوارت كير
ستيوارت كير (بالإنجليزية: Stewart Kerr) (13 نوفمبر 1974 في المملكة المتحدة - ) هو لاعب كرة قدم بريطاني في مركز حراسة المرمى. شارك مع منتخب اسكتلندا تحت 21 سنة لكرة القدم. أما مع النوادي، فقد لعب مع برايتون أند هوف ألبيون ونادي سلتيك وويغان أتلتيك.

## وصلات خارجية
- ستيوارت كير على موقع قاعدة بيانات كرة القدم.إي يو (الإنجليزية)
- ستيوارت كير على موقع Soccerbase.com (لاعب) (الإنجليزية)